# Armand Hammer
Armand Hammer (Manhattan, 21 mei 1898 - Los Angeles, 10 december 1990) was een Amerikaans industrieel. Hij stond jarenlang aan het roer van de oliemaatschappij Occidental Petroleum. Verder werd hij bekend als kunstverzamelaar en om zijn goede betrekkingen met leiders van de Sovjet-Unie.

## Levensloop
Hammer werd in Manhattan geboren in een gezin van joodse immigranten uit Odessa. Zijn vader was een arts en overtuigd communist. Armands achterkleinzoon Armie is begin 21e eeuw een bekend acteur.
Hammer volgde het voorbeeld van zijn vader en studeerde in 1921 af in geneeskunde aan de Columbia-universiteit. Kort na zijn studie ging hij, beïnvloed door zijn vader, naar de nog jonge Sovjet-Unie om daar als arts te werken. Als arts heeft hij echter nauwelijks gewerkt en hij verdiende vanaf het begin bij aan de verkoop van geneesmiddelen. Al vrij snel begon hij daarnaast met de levering van humanitaire hulpgoederen. Zijn eerste overeenkomst sloot hij persoonlijk af met Lenin en bestond uit ruilhandel van tarwe voor bont en kaviaar.
In de jaren twintig hield Hammer zich geregeld op in de Sovjet-Unie om controle uit te oefenen op zijn zaken. Zijn woning in Moskou had in die tijd veel weg van een onofficiële ambassade van de Verenigde Staten. De verbondenheid met de Sovjet-Unie en haar leiders behield hij ook tijdens de Koude Oorlog. Het geld dat hij aan de Russen verdiende stak hij in de oliehandel, totdat hij uiteindelijk in 1957 CEO werd van Occidental Petroleum, een post die hij tot in de jaren tachtig bekleedde.
Hammer hield er zijn leven lang filantropische activiteiten op na, zo ook door het leveren van humanitaire hulp na de kernramp van Tsjernobyl in 1986. Verder werd hij bekend als kunsthandelaar en -verzamelaar. Hij wist bijvoorbeeld de hand te leggen op bij elkaar dertien Fabergé-eieren, alsook verdere kunstschatten van de Hermitage in Leningrad. Zijn kunststukken werden kort voor zijn dood samengebracht in het er speciaal voor opgerichte Armand Hammer Museum of Art in Los Angeles.
Hammer vond zijn laatste rustplaats op het Westwood Village Memorial Park Cemetery in Los Angeles.

## Erkenning en kritiek
De vriendschap met Lenin leverde Hammer een onderscheiding op in de Leninorde. Verder werd hij in 1988 onderscheiden met een Four Freedoms Award voor de vrijwaring van vrees.
Tijdens zijn leven was er echter ook argwaan voor de succesvolle kapitalist met uitstekende relaties met communistische leiders. Vaak werden vermoedens uitgesproken dat hij bezig was als spion van de Russen; bewijzen zijn hier echter nooit voor geweest. Daarnaast kreeg hij beschuldigingen uit de antisemitische hoek.